# Randolph Lycett
Randolph Lycett, född 27 augusti 1886 i Birmingham, England, död 9 februari 1935, var en brittisk tennisspelare med störst framgångar som dubbelspelare. Han växte upp i Australien där han lärde sig spela tennis.
Lycett vann under sin tenniskarriär åtta titlar i Gramd Slam-turneringar, varav fem i dubbel och tre i mixed dubbel. Lycett var också framgångsrik som singelspelare och nådde som sådan finalen i 1922 års Wimbledon-turnering. Han förlorade finalen mot den australiske storspelaren Gerald Patterson som vann med 6-3, 6-4, 6-2.
I 1921 års Wimbledonturnering mötte Lycett den framgångsrike japanske spelaren Zenzo Shimidzu i kvartsfinalen. Det berättas från den matchen att Lycett i pauserna mellan game och set "stärkte" sig med mousserande vin i sådan omfattning att han mot slutet till och med började raggla omkring på banan. Han förlorade matchen över fem set.
Sin första GS-titel vann han som 19-åring i dubbel i de allra första internationella Australasiatiska mästerskapen 1905 tillsammans med Tom Tatchell. Han vann en andra titel där i dubbel 1911 tillsammans med Rodney Heath. Åren 1919-23 vann Lycett sex titlar i Wimbledon. Tre gånger vann han mixed dubbel-titeln, samtliga tillsammans med amerikanskan Elizabeth Ryan. Dubbeltitlarna vann han tillsammans med den framstående brittiske allroundidrottaren Max Woosnam (1921), australiern James Outram Anderson (1922) och Leslie Godfree (1923).
Randolph Lycett deltog i det brittiska Davis Cup-laget 1921 och 1923. Han spelade totalt 9 matcher av vilka han vann 6. Redan 1911 hade han erbjudits en plats i det australasiatiska Davis Cup-laget, ett erbjudande han dock avböjde.

## Grand Slam-titlar
- Australasiatiska mästerskapen
  - Dubbel - 1905, 1911
- Wimbledonmästerskapen
  - Dubbel -1921, 1922, 1923
  - Mixed dubbel - 1919, 1921, 1923